# Neopanorpa heii
Neopanorpa heii är en näbbsländeart som beskrevs av Cheng 1950. Neopanorpa heii ingår i släktet Neopanorpa och familjen skorpionsländor. Inga underarter finns listade i Catalogue of Life.